# Placek lotaryński

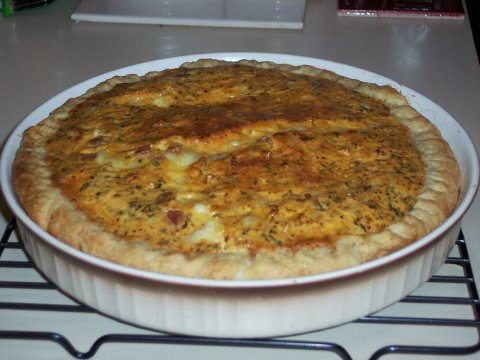
Quiche lorraine

Placek lotaryński (fr. quiche lorraine) – ciasto, rodzaj placka zapiekanego z boczkiem, szynką, tartym serem i jajami oraz creme fraiche.
Pieczony jest przez około 45 minut w okrągłej formie do momentu, gdy się przyrumieni. Placek lotaryński to tradycyjne danie z Lotaryngii – regionu północno-wschodniej Francji. Kroi się go jak tort, a podawany jest głównie w okresie świąt Bożego Narodzenia.